# Clan Ogasawara
Pour les articles homonymes, voir Ogasawara.

Le mon du clan Ogasawara.

Le clan Ogasawara (小笠原氏, Ogasawara-shi) est un clan de daimyos japonais qui descend directement du 56e empereur du Japon : l'empereur Seiwa. Les Ogasawara ont été nommés shugo (gouverneurs) de la province de Shinano durant la période médiévale (1185-1600), et daimyōs (seigneurs féodaux) des territoires de Kyūshū durant la période Edo (1600-1867). Pendant les périodes Kamakura et Muromachi, le clan a contrôlé la province de Shinano tandis que des clans apparentés contrôlaient les provinces d'Awa, de Bizen , de Bitchū, d'Iwami, de Mikawa, de Tōtōmi et de  Mutsu. Selon certaines théories, le clan Miyoshi et le clan Mizukami sont issus de la descendance du clan Ogasawara. Le clan Ogasawara est connu pour avoir créé une école traditionnelle comprenant les arts martiaux et une codification de l'étiquette, appelée Ogasawara-ryū. Les membres du clan excellaient notamment dans la pratique du yabusame. Miyamoto Musashi a étudié dans cette école d'étiquette qui est toujours pratiquée dans sa propre école, Hyoho Niten Ichi Ryu.

## Branches du clan Ogasawara
La branche fusai du clan Ogasawara est originaire de la province de Shinano et est née au XIIe siècle. Ils prétendent descendre de Takeda Yoshikiyo et de l’empereur Seiwa. De fait, il existe deux lignées généalogiques du clan, les Mastuo et les Fukashi, chacun d'eux faisant référence à des lieux de la province de Shinano. La lignée Matsuo a donné lieu aux Ogasawara d'Echizen, et la lignée Fukashi aux Ogasawara de Bunzen.
Nagakiyo, le petit-fils de Yoshikiyo, fut le premier à prendre le nom d'« Ogasawara ». La zone contrôlée par ses descendants n’a cessé de croître pour englober l'ensemble de la province de Shinano.  
Le petit-fils de Nagakiyo, Ogawawara Hidemasa (1569-1615), a servi Ieyasu et, en 1590, Hidemasa reçut le domaine de Koga (20 000 koku) dans la province de Shimosa. En 1601, Ieyasu transféra Hidemasa au domaine d'Iida (50 000 koku) à Shinano. Puis, en 1613, il put retourner dans le domaine de ses ancêtres, au château de Fukashi (80 000 koku), maintenant connu sous le nom le château de Matsumoto.
Les branches fudai du clan Ogasawara sont les suivantes :
- les membres de la branche aînée du clan Ogasawara étaient daimyos à Fukashi, puis, en 1617, le daimyo a été transféré au domaine d'Akashi (120 000 koku) dans la province de Harima. De 1632 à 1868, les descendants de cette branche Ogasawara étaient daimyōs au domaine de Kokura (150 000 koku)[7]. Le chef de cette lignée du clan est anobli en 1884 et nommé comte grâce au système nobiliaire kazoku[8] ;
- une branche cadette Ogasawara était composée de daimyōs dans le domaine de Chizuka (10 000 koku)[9] dans la province de Buzen au cours de la restauration Meiji ;
- une branche cadette Ogasawara était composée de daimyōs en 1617 dans le domaine de Tatsuno dans la province de Harima, et en 1632, ils ont été transférés comme daimyōs au domaine de Nakatsu dans la province de Buzen. Dans la période couvrant les années 1716 à 1868, les descendants de cette branche étaient daimyōs au domaine d’Anshi (10 000 koku)[9] dans la province de Harima ;
- une branche cadette Ogasawara était composée de daimyōs en 1632 dans le domaine de Kitsuki dans la province de Bungo ; en 1645 dans le domaine de Yoshida dans la province de Mikawa ; en 1697 dans le domaine d'Iwatsuki dans la province de Musashi ; en 1711 dans le domaine de Kakegawa dans la province de Tōtōmi ; et en 1747 dans le domaine de Tanagura dans la province de Mutsu. Enfin, de 1817 à 1868, les descendants de cette branche Ogasawara étaient daimyōs dans le domaine de Karatsu (60 000 koku) dans la province de Hizen. Le chef de cette lignée fut anobli et nommé vicomte durant la période Meiji ;
- une branche cadette prétend être issue de la descendance de Takeda Yoshikiyo ainsi que d'Ogasawara Sadamune qui s’allia à Nitta Yoshisada afin de renverser le clan Hōjō de Kamakura au XIVe siècle. Sadamune avait également été général sous Ashikaga Takauji[10]. Cette branche Ogasawara s’est établie en 1590 au domaine de Honjō dans la province de Musashi ; en 1608 dans le domaine de Koga dans la province de Shimōsa ; en 1619 dans le domaine de Sekiyado dans la province de Shimōsa ; et en 1637 dans le domaine de Takasu dans la province de Mino. De 1691 à 1868, cette branche a été daimyō à Katsuyama (22 000 koku)[11] dans la province d'Echizen. Le chef de cette lignée fut anobli et nommé vicomte durant l'ère Meiji.

## Membres

### XIVesiècle
- Ogasawara Masanaga (1319-?)

### XVIesiècle
- Ogasawara Nagatoki (1519-1583) ; daimyo de la province de Shinano
- Ogasawara Tadazane (1596-1667) ; daimyo de Kokura, fait construire le château d'Akashi
- Ogasawara Hidemasa (1579-1615)
- Ogasawara Sadayoshi (1546-1595)
- Ogasawara Hirokata (1571-?)
- Ogasawara Hironobu (1595-?)
- Ogasawara Kiyohiro (1541-?)
- Ogasawara Nagakatsu (1532-?)
- Ogasawara Sadatsune (1543-?)

### XVIIesiècle
- Ogasawara Sadanobu (1602-?)
- Ogasawara Shigetaka (1680-?)
- Ogasawara  Kagetsune (1639-?)
- Ogasawara Hirokazu (1663-?)
- Ogasawara Hiromasa (1601-?)

### XIXesiècle
- Ogasawara Nagamichi (1822-1891)
  - Miyoshi Yutaka (??-1869), frère de Nagamichi ; Shinsen gumi
- Ogasawara Tadanobu (1862-1897)
- Ogasawara Naganari (en) (1867-1958) ; amiral, Marine impériale japonaise

## Batailles
- Les Ogasawra subirent le siège de Fukashi. Les troupes étaient sous les ordres de Nagatoki Ogasawara.
- Les Ogasawara participèrent à la bataille de Sezawa. Les troupes étaient commandées par Nagatoki Ogasawara.
- Le clan participa à la bataille de Shiojiritoge. Les troupes étaient dirigées par Nagatoki Ogasawara.
- Les Ogasawra perdirent le siège de Takatenjin. Les troupes étaient commandées par Nagatada Ogasawara.
- Le clan participa au siège de Takato aux côtés de Yoritsugu Takatō.